# Jahanara
 (septembre 2020).
Jahānārā Begum  (persan : جهان‌آرا بیگم « Parure du monde »,,) (née le 2 avril 1614 et décédée 16 septembre 1681) est la deuxième enfant du Grand Moghol Shah Jahan (Prince Khurram) et de son épouse préférée Mumtaz Mahal (Arjumand), et l'aînée des enfants survivants. Son grand-père maternel, Asaf Khan, était vizir de Jahangir, et il facilita l’accession au trône de son gendre après la mort de Jahangir.

## Biographie
Jahanara joua, après le décès prématuré de sa mère, en 1631, le rôle de « première dame de la cour », et demeura très proche de son père. Celui-ci l’aimait beaucoup et lui assura des revenus confortables. Elle fut une poétesse appréciée et une mécène généreuse des arts, fonda plusieurs mosquées, fit construire des jardins, des pavillons et des maisons. Elle prit par ailleurs une part active à la conception du Taj Mahal, le tombeau de sa mère.
Jahanara était hautement considérée à la cour de son père, avait une grande influence sur lui et les affaires de l'État puisqu'elle était dépositaire du sceau impérial. Elle jouissait ainsi d'une liberté assez importante, même si Shah Jahan n’avait pas levé l’interdiction de mariage pour les princesses mogholes, décrété par son grand-père, l'empereur Akbar, alors même qu'il semble que Jahanara aurait aimé se marier. En tout cas, elle milita contre ce décret. Il y a dans sa vie des indices d'idylles, qui furent découvertes et brisées sans ménagement.
Depuis son adolescence, Jahanara s'est tournée vers la mystique et le soufisme, rejoignant la confrérie Chishti, à laquelle sa famille était traditionnellement liée, mais choisissant comme maître Mollah Shah Qaderi, membre de la confrérie de la Qadiriyya. 

### Défaite de son frère et emprisonnement de leur père
Son frère Dara Shikoh (1615-1659), dont elle était très proche, lui promit de lever l’interdiction de mariage le jour où il monterait sur le trône. De son côté, Jahanara le soutint dans sa lutte contre ses frères pour accéder au trône, mais en 1658, il fut malgré tout vaincu par son cadet Aurangzeb, qui le fit exécuter.
À la suite de sa victoire, Aurangzeb emprisonna son père, Shah Jahan, dans le fort d'Agra, où il resta reclus jusqu'à sa mort en 1666. Jahanara ne cessa jamais de veiller sur lui et de l'entourer. Elle assura aussi les bons offices entre lui et Aurangzeb. Après ce décès, les sources ne font plus mention de Jahanara. Elle a vraisemblablement été tenue à l'écart par son frère Aurangzeb, un homme défenseur d'un islam rigoriste, qui de plus s’empara de sa fortune considérable.

### Décès
Selon son désir, elle est ensevelie dans le dargah de Nizamuddin, à Delhi, où sa tombe devint un lieu de pèlerinage, toujours vivace. Le monument est une simple plaque de marbre qu'elle avait fabriquée elle-même, sur laquelle se dresse cette épitaphe en persan — les deux premiers vers (après l'invocation à Allah) ont été écrits par Jahanara :
Il est le Vivant, l'Immuable.

Ne recouvrez pas ma tombe sinon de verdure,

Car cette herbe suffit à recouvrir la tombe d'un pauvre être comme moi.

Simple mortelle, la princesse Jahanara

Disciple du Khwaja Mu'in-ud-Din Chishti,

Fille de Shah Jahan le Conquérant

Qu'Allah fasse resplendir sa vérité.

1092 AH [1681 EC]

## Dans la culture populaire
Jahanara apparait à la date du 23 mars 1614 dans le Thoksvig's Almanac de la comédienne britannico-danoise Sandi Toksvig.

Par ailleurs, Lyane Guillaume lui a consacré une biographie romancée, Jahanara, publié en 2001.

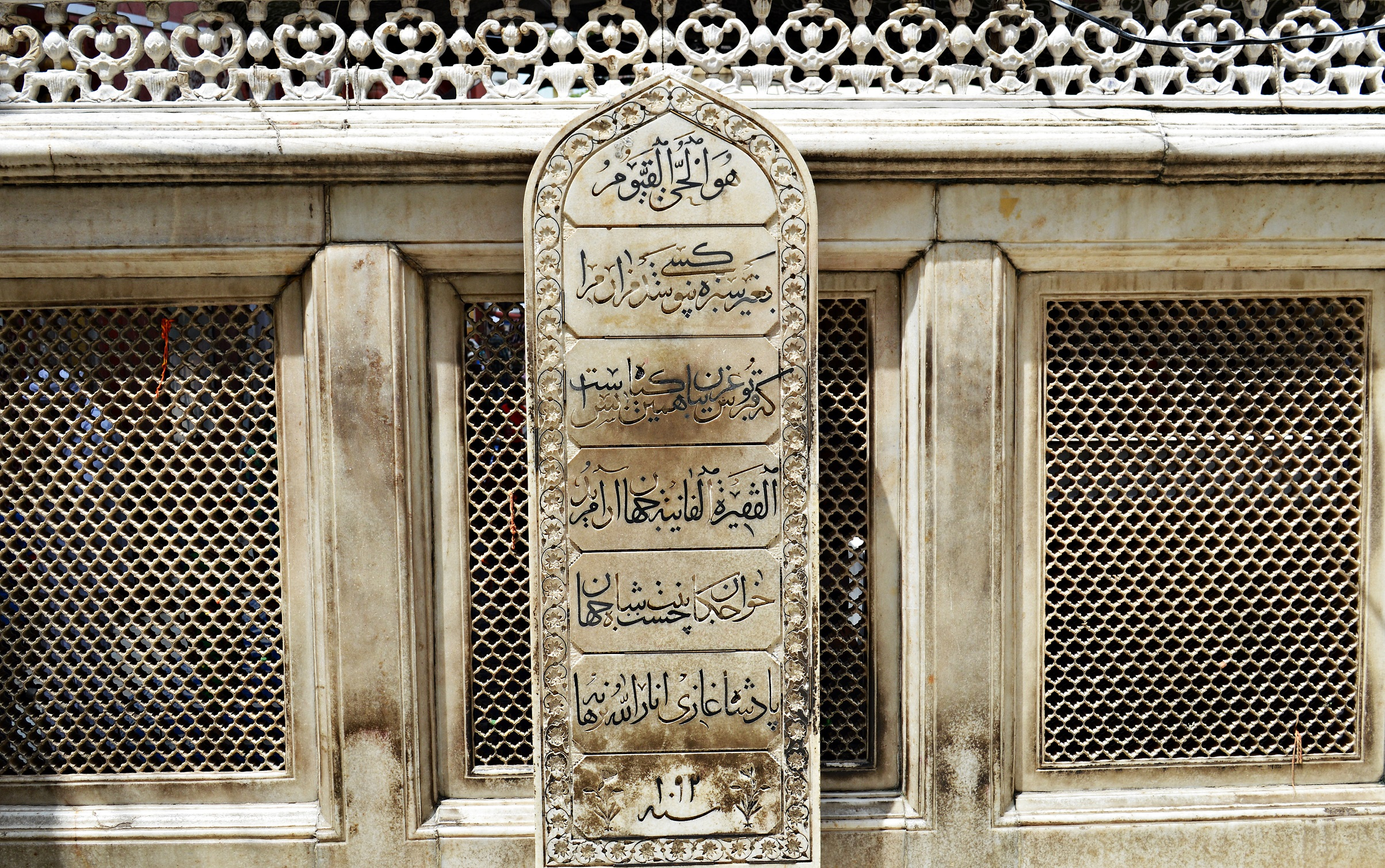
Le poème, en ourdou, qui se trouve devant la tombe de Jahanara à Delhi.

## Sources
- (de) Cet article est partiellement ou en totalité issu de l’article de Wikipédia en allemand intitulé « Jahanara Begum » (voir la liste des auteurs).

## Compléments

### Ouvrages sur Jahanara
- Lyane Guillaume, Jahanara, Paris, Stock, 2001 (1re éd. 1989), 309 p. (ISBN 978-2-234-02180-8)Biographie romancée

### Ouvrages apportant des informations sur Jahanara
- (en) W.E. Begley, Z.A. Desai (Eds.), Taj Mahal: The Illumined Tomb : An Anthology of Seventeenth-Century Mughal and European Documentary Sources, Cambridge (Mass.), Aga Khan Programm for Islamic Architecture, 1990, 392 p. (ISBN 978-0-295-96945-9, présentation en ligne)
- (en) Ellison Banks Findley, Nur Jahan, Empress of Mughal India, Oxford, Oxford University Press, 1993, 407 p. (ISBN 0-195-07488-2)
- (en) Stephen P. Blake, Shahjahanabad, The Sovereign City in Mughal India 1639-1739, Cambridge, Cambridge University Press, 1991, 244 p. (ISBN 0-521-52299-4)
- (en) Renuka NATH, Notable Mughal and Hindu women in the 16th and 17th centuries A.D., New Delhi, Inter-India Publications, 1990, 264 p. (ISBN 978-812-100241-7), p. 118-170